# Kalenahalli, Madhugiri
Kalenahalli là một làng thuộc tehsil Madhugiri, huyện Tumkur, bang Karnataka, Ấn Độ.